# Viktor Tsoj
Viktor Robertovich Tsoj (Russisk: Виктор Робертович Цой) var en sovjetisk musiker, der var forsanger i det sovjetiske band Kino, der var blandt nogle af de lavede undergrunds rock musik i Lenningrad (Sankt Petersborg) i 1980'erne.  Og senere i Lenningrad Rock Klub  (Russisk: Ленинградский рок-клуб)
Han har også medvirket i den sovjetiske film "Igla" (Игла) på dansk "Nålen".
Tsoj er blevet portrætteret i filmen Sommer fra 2018 om undergrundsmusikken i Leningrad i 80'erne af skuespilleren Teo Yoo.